# وايومنغ
وايومنغ أو وَيُومِنغ (بالإنجليزية: Wyoming)‏ هي ولاية في إقليم الجبال من غرب الولايات المتحدة. ترتيب الولاية هو العاشر من حيث المساحة، وأقلها سكاناً، وثاني أقل ولاية من حيث الكثافة السكانية في البلاد. تحدها ولايات مونتانا من الشمال، داكوتا الجنوبية ونبراسكا من الشرق، كولورادو من الجنوب، يوتا من الجنوب الغربي، آيداهو من الغرب. مدينة شايان هي العاصمة وأكبر مدنها من حيث السكان، وقدر عدد سكانها 63,335 في عام 2015. وقدر عدد سكان الولاية بنحو 586,107 نسمة في عام 2015، وهو أقل من عدد سكان 31 من كبرى المدن الأمريكية.
وتغطي سلاسل الجبال والمراعي في المناطق الغربية ثلثي مساحة الولاية، في حين أن الثلث الشرقي من الولاية هو مرتفع من المروج يعرف باسم السهول العالية. وتملك حكومة الولايات المتحدة ما يقرب من نصف الأراضي في وايومنغ، مما يضع وايومنغ في المرتبة السادسة في الولايات المتحدة في عدد الفدانات الكلية والخامسة في نسبة الأراضي المملوكة من قبل الحكومة الاتحادية. وتشمل الأراضي الاتحادية منتزهين وطنيين - غراند تيتون ويلوستون – وهما منطقتان ترفيهيتان وطنيتان واثنين من المعالم الوطنية، فضلاً عن العديد من الغابات الوطنية والمواقع التاريخية ومفرخات الأسماك وملاجئ الحياة البرية.
سكنت الولاية قبائل كرو، أراباهو، لاكوتا، شوشوني وغيرها من السكان الأصليين في المنطقة. تم إدخال جنوب غرب وايومنغ في الإمبراطورية الإسبانية ثم الأراضي المكسيكية حتى تنازلت عنها الأخيرة إلى الولايات المتحدة في عام 1848 في نهاية الحرب المكسيكية الأمريكية. حصلت المنطقة على اسم وايومنغ عندما تم تقديم مشروع قانون إلى الكونغرس في عام 1865 لتأمين «حكومة مؤقتة لإقليم وايومنغ». تم تسمية الإقليم على وادي وايومنغ في ولاية بنسلفانيا، واستمد هذا الاسم في نهاية المطاف من كلمة من لغة مونسي وتعني «في مسطح النهر الكبير».
وتعتبر صناعة استخراج المعادن - وخاصة الفحم والنفط والغاز الطبيعي والترونا - إلى جانب قطاع السفر والسياحة، المحركات الرئيسية لاقتصاد وايومنغ. وكانت الزراعة والرعي تاريخياً مكوناً هاماً من مكونات اقتصاد الدولة، حيث كانت السلع الرئيسية هي الثروة الحيوانية، والبن، والشمندر السكري، والحبوب (القمح والشعير)، والصوف. المناخ عموماً هو قاري وشبه قاحل، وهو جاف وعاصف وترتفع فيه درجات الحرارة القصوى بالمقارنة مع بقية الولايات المتحدة.
كانت وايومنغ ولاية محافظة سياسياً منذ الخمسينيات، وفاز الحزب الجمهوري في جميع الانتخابات الرئاسية عدا انتخابات 1964.

## الجغرافيا
تحد وايومنغ من الشمال ولاية مونتانا ومن الشرق داكوتا الجنوبية ونبراسكا ومن الجنوب كولورادو ومن الغرب يوتا وأيداهو.
وايومنغ هي إحدى ثلاث ولايات محددة بالكامل بخطوط مستقيمة. هي الولاية التاسعة من حيث المساحة ومساحتها 97,914 ميل مربع (253,596 كم مربع) وتتكون من 23 مقاطعة.
تعتبر وايومنغ ولاية جافة حيث الأمطار فيها قليلة مقارنة بالولايات الأخرى.

## التاريخ
سكن الهنود الأمريكيون وايومنغ منذ مئات السنين. ومنهم قبائل الـ كرو، أراباهو، سيوكس، شوشون.
وصلها المستكشفون الفرنسيون من حدودها الشمالية في نهايات الـ 1700. جانب كولتر الذي كان عضوا في بعثة لويس وكلارك الاستكشافية كان على الأرجح أول رجل أبيض يصل إليها ويدخلها وذلك في عام 1807. تقاريره عن منطقة يلوستون اعتبرت وقتها خيالية! تاريخيا. وتحديداً بين عامي 1821 إلى 1848 كانت وايومينغ جزءا من المكسيك حتى هزيمة المكسيك في الحرب المكسيكية الأمريكية وتنازلها عن وايومنغ للولايات المتحدة. كما تنازلت المكسيك أيضا عن كاليفورنيا ونيفادا وكولورادو وأريزونا ويوتا ونيو مكسيكو. انظر. الحرب المكسيكية الأمريكية
أقامت خطوط يونيون باسيفيك الحديدية سكة حديد تقطع الولاية من شرقها إلى غربها على امتداد الحدود الجنوبية في عام 1868. على نفس الخط أُقيم لاحقا طريق رقم 80 .
أقيمت شايان العاصمة في عام 1868.
في 25 يوليو 1868 أعلن رسميا عن إنشاء مقاطعة وايومنغ، على النقيض من الولايات المجاورة لم تشهد وايومنغ أي زيادة تذكر في عدد السكان.
في عام 1872 أعلن الكونغرس الأمريكي عن إنشاء أول محمية وطنية في العالم في منطقة يلوستون
في 10 يوليو 1890 تم قبول وايومنغ في الاتحاد الأميركي لتكون بذلك الولاية الـ 44.
في مسعاها للحصول على عدد كاف من الأصوات لتتحول إلى ولاية أمريكية سمحت وايومنغ للنساء بالتصويت لتكون أول ولاية أمريكية تسمح لهن بالتصويت وذلك في عام 1869. وقد كانت أول ولاية أمريكية تنتخب امرأة حاكما عليها واسمها نيلي تايلور روس.

## الاقتصاد
بلغ الناتج القومي لوايومنغ عام 2005 حوالي 27 مليار دولار حسب تقدير المكتب الوطني الأميريكي للبحوث الاقتصادية، ومنذ يناير من عام 2010 بلغ معدل البطالة في الولاية حوالي 7.6% ، أما اقتصاد وايومنغ فيختلف بشكلٍ جذري عن باقي الولايات حيث تحتل الصناعات التعدينية والسياحة مراكز الثقل الأساسي في اقتصاد الولاية، وتمتلك الحكومة الأميركية 50% من أراضي وايومينج بينما تتحكم السلطات المحلية للولاية بـ6% من أراضيها.
عام 2002 قصد حوالي الـ6 ملايين سائح المتنزهات الوطنية والآثار والمعالم المختلفة في وايومنغ، أما أبرز محطات السياحة في الولاية فهي متنزه غراند تايتون الوطني، متنزه يالوستون الوطني الذي يستقبل سنوياً حوالي الستة مليون سائح، الدافيل تاور، صخرة الاستقلال وغيرهم.
تاريخياً كانت تشكل الزراعة قطاعاً أساسياً بالنسبة لاقتصاد الولاية، وبالرغم من انخفاض أهمية الزراعة بالنسبة لاقتصاد وايومنغ إلا أنها ما تزال تعتبر أحد القطاعات المهمة من حضارة ونمط عيش شكان الولاية، أما أبرز السلع الزراعية المنتجة في الولاية فهي منتوجات تربية الماشية على أنواعها، الشمندر السكري والحبوب، و91% من مساحة وايومنغ تصنف كمناطق ريفية.

## أهم المدن
- شايان - العاصمة: عدد سكانها 60,096 ومع الضواحي 91,738
- كاسبر: عدد سكانها 55,988 ومع الضواحي 75,450
- لارامي: عدد سكانها 31,312 ومع الضواحي 36,299
- جيليت: عدد سكانها 29,389 ومع الضواحي 46,133
- روك سبرينغ: عدد سكانها 23,229 ومع الضواحي 43,806
- شيريدان: عدد سكانها 17,517 ومع الضواجي 29,116[15]

## تعليم
توجد في وايومنغ جامعة حكومية واحدة هي جامعة وايومنغ وهي الجامعة الوحيدة التي تقدم درجات البكالريوس وما فوق. ومقر الجامعة الرئيسي هو مدينة لارامي.
أفتتحت الجامعة في السادس من سبتمبر عام 1887. وحاليا يوجد في الجامعة أكثر من 13000 طالب في أكثر من 180 تخصص.
لدى الجامعة فروع في مدينة كاسبر وحوالي 9 كليات مجتمع في مدن وايومنغ المختلفة.
يوجد في وايومنغ مؤسسة عامة واحدة مدتها أربع سنوات، جامعة وايومنغ في لارامي وكلية خاصة واحدة مدتها أربع سنوات، كلية وايومنغ الكاثوليكية، في لاندر، وايومنغ.

## معرض صور

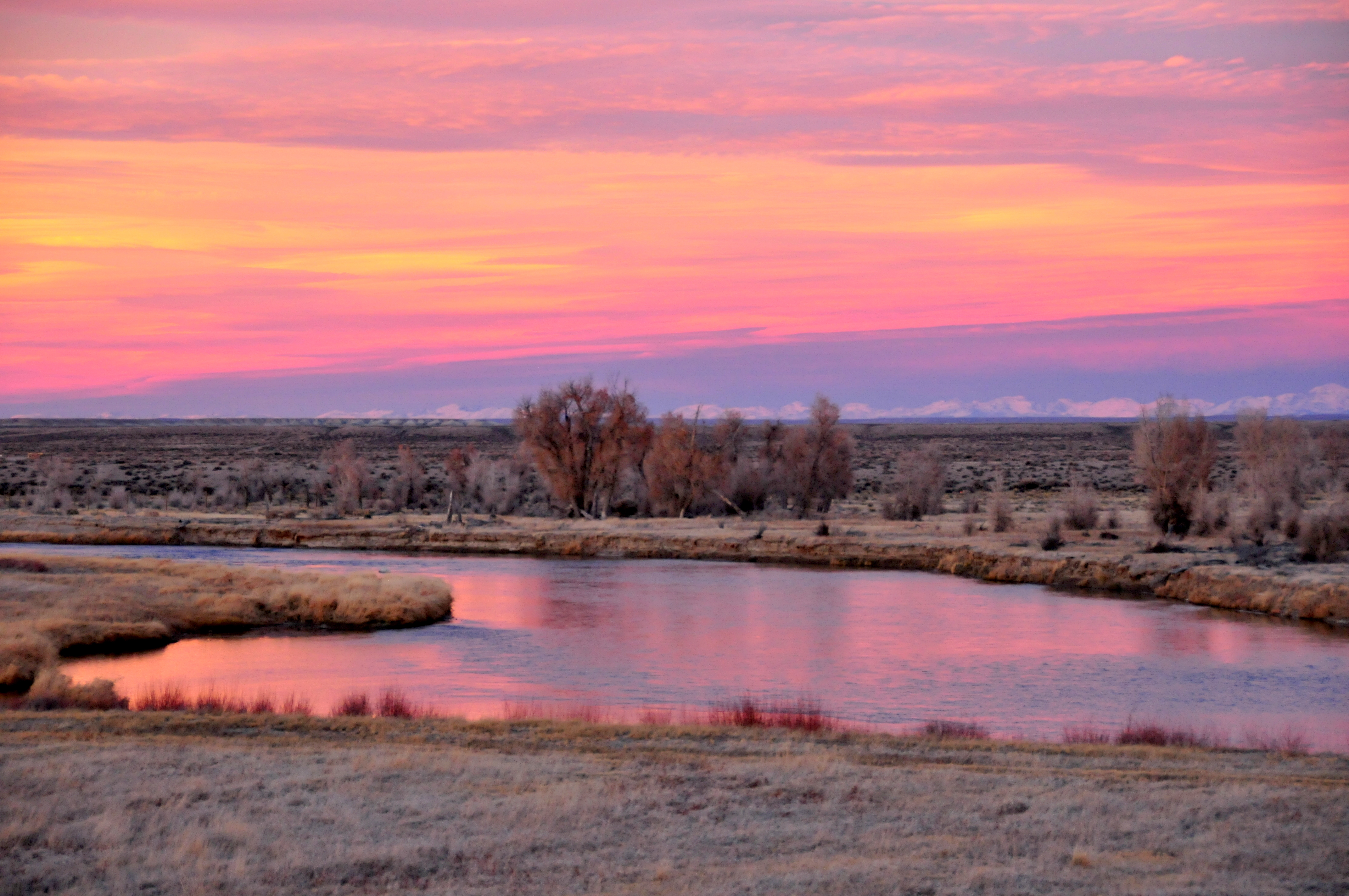
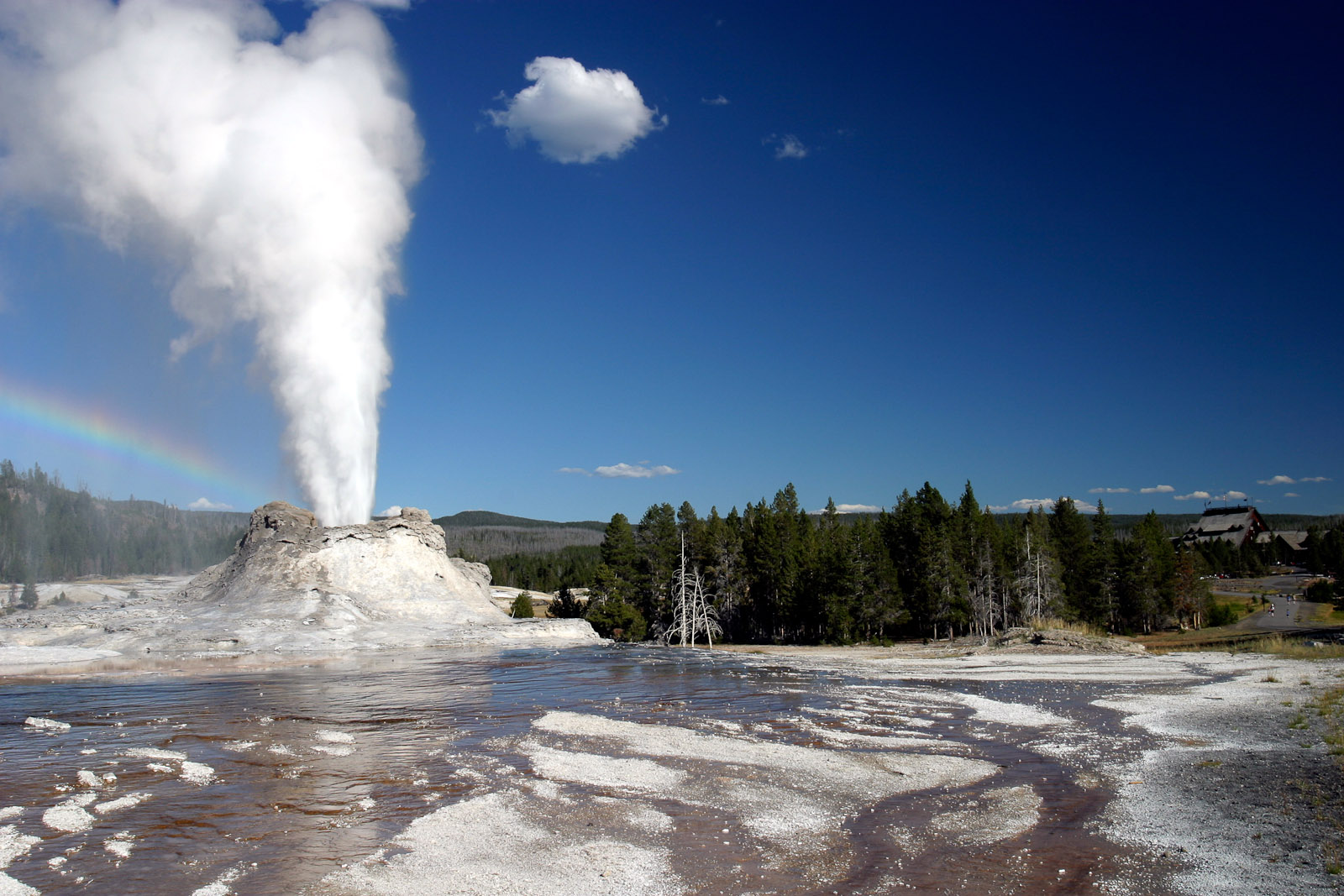
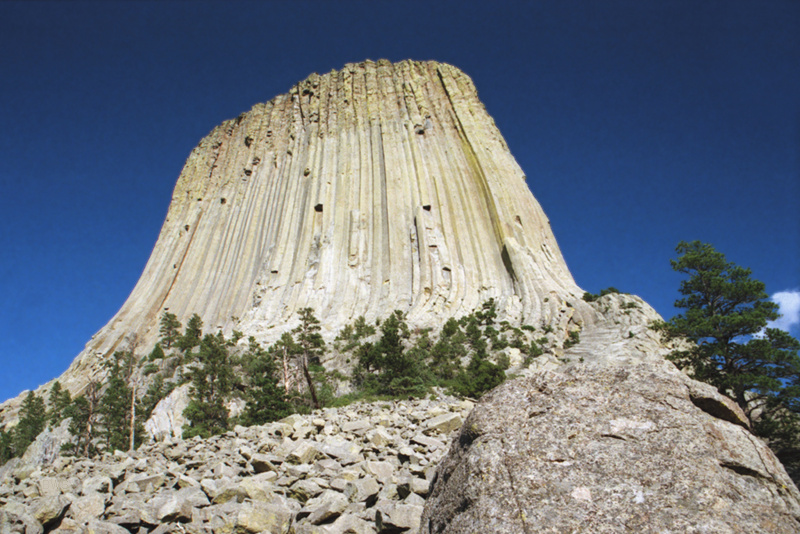
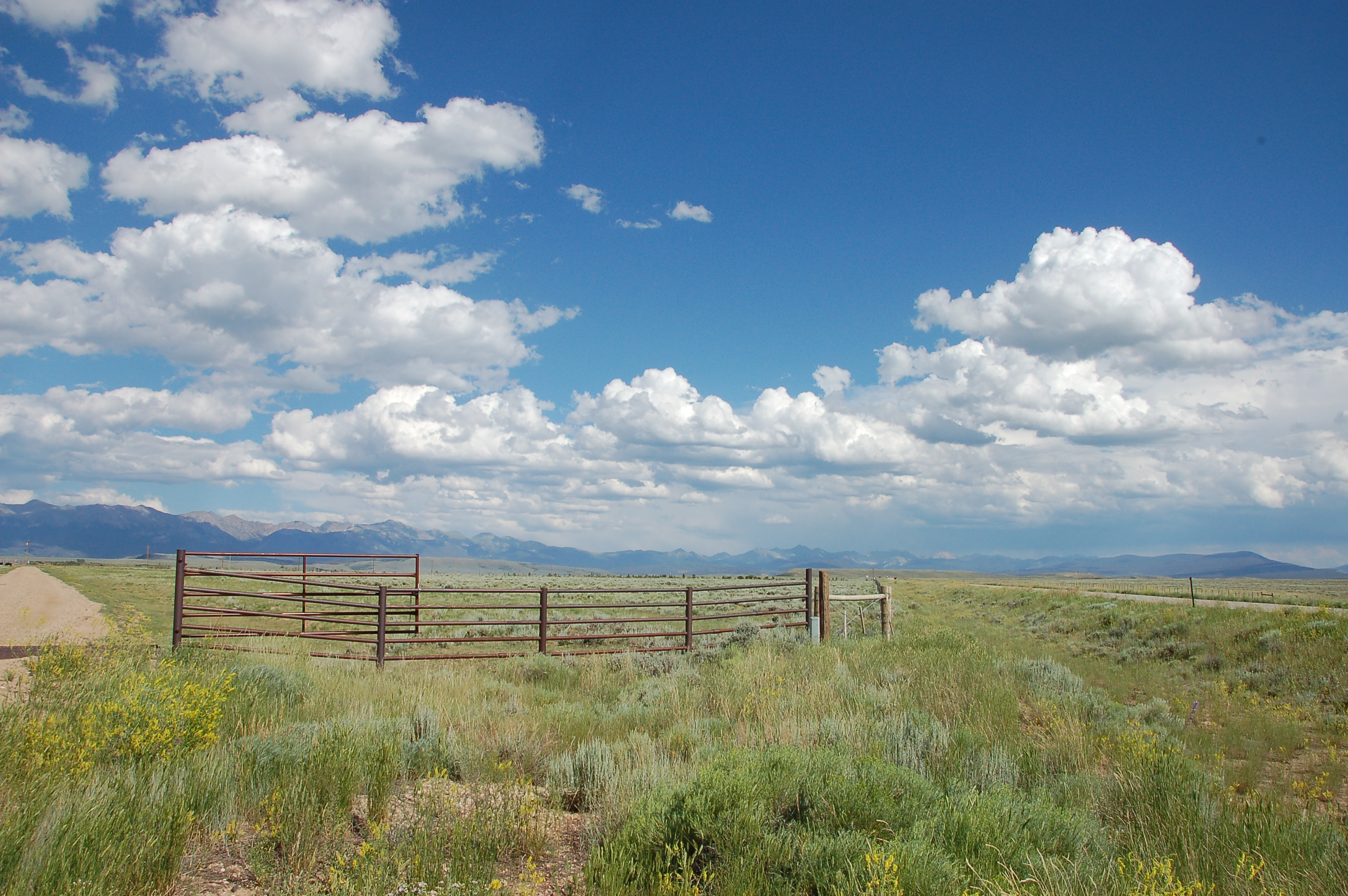